# HD 133131
HD 133131 — тройная звезда в созвездии Весов на расстоянии приблизительно 168 световых лет (около 51,5 парсек) от Солнца. Возраст звезды оценивается как около 9,5 млрд лет.
Это первая двойная звёздная система, в которой планеты (всего, как минимум, три) обнаружены и у основной звезды, и у звезды-компаньона.

## Характеристики
Первый компонент (HD 133131A) — жёлтый карлик спектрального класса G0, или G2V, или G2. Видимая звёздная величина звезды — +8,461m. Масса — около 1,081 солнечной, радиус — около 0,997 солнечного, светимость — около 0,963 солнечной. Эффективная температура — около 5726 К.
Второй компонент (HD 133131B) — жёлтый карлик спектрального класса G2V, или G2. Видимая звёздная величина звезды — +8,444m. Масса — около 0,93 солнечной, радиус — около 0,99 солнечного, светимость — около 0,979 солнечной. Эффективная температура — около 5726 К. Орбитальный период — около 4240 лет. Удалён на 7,3 угловой секунды (в среднем около 360 а.е.).
Третий компонент (WDS J15036-2751C). Видимая звёздная величина звезды — +15m. Удалён на 11,2 угловой секунды.

## Планетная система
В 2016 году группой астрономов, ведущих наблюдения с помощью спектрографа MIKE телескопа Магеллан и спектрографа PFS телескопа Магеллан II (телескоп Клея), были открыты планеты HD 133131A b, HD 133131A c и HD 133131B b.
В 2019 году учёными, анализирующими данные проектов HIPPARCOS и Gaia, у звезды обнаружена планета HIP 73674 d.